# Cap Vilda
Le cap Vilda (en russe : Мыс Вильда) est un cap située à l'ouest de la baie de Middendorff, sur la côte occidentale de la péninsule de Taïmyr, dans le kraï de Krasnoïarsk, en fédération de Russie. Le cap s'enfonce dans la mer de Kara. 
Les îles Myachina, un groupe de deux petits îlots, sont situées à 3 km au nord du cap Vilda.

## Histoire
En 1921, Nikifor Begichev conduit une expédition soviétique à la recherche des membres de l'expédition arctique de 1919 de Roald Amundsen, Peter Tessem et Paul Knutsen, à la demande du gouvernement norvégien. Observant les restes de feux de camp, Begichev parvient à déterminer que les hommes d'Amundsen avaient dépassé le cap Vilda, situé à mi-chemin de l'expédition. Le capitaine Jakobsen, un Norvégien accompagnant Begichev, trouve un traineau abandonné à 90 km à l'ouest du cap Vilda, indiquant que ses deux compatriotes infortunés avaient dû abandonner leur traîneau.